# Goniolimon speciosum
Goniolimon speciosum är en triftväxtart som först beskrevs av Carl von Linné, och fick sitt nu gällande namn av Pierre Edmond Boissier. Goniolimon speciosum ingår i släktet Goniolimon och familjen triftväxter. Inga underarter finns listade i Catalogue of Life.